# L'acqua del mare non si può bere
L'acqua del mare non si può bere è il secondo album della cantautrice veronese Veronica Marchi.
È stato candidato al Premio Tenco nella categoria 
"Miglior disco" del 2008.

## Tracce
1. Fiore di neve
2. Splendida coerenza
3. Silenzi
4. Normale
5. Un giorno senza te
6. Saldi di primavera
7. Resisti
8. Dillo piano
9. Il re del mondo
10. Stellanova
11. Tu non sei
12. Piccolo dialogo
13. Ancora cinque minuti

## Singoli estratti
1. 2007 - Saldi di primavera
2. 2008 - Splendida coerenza

## Formazione
- Veronica Marchi: voci, chitarre acustiche, pianoforte, rhodes, glockenspiel[2]
- Andrea Faccioli: chitarre acustiche, chitarra lapsteel, chitarre elettriche, banjo[2]
- Lucio Fasino: basso elettrico[2]
- Eric Cisbani: Batteria, percussioni[2]